# Franciszek Buczny

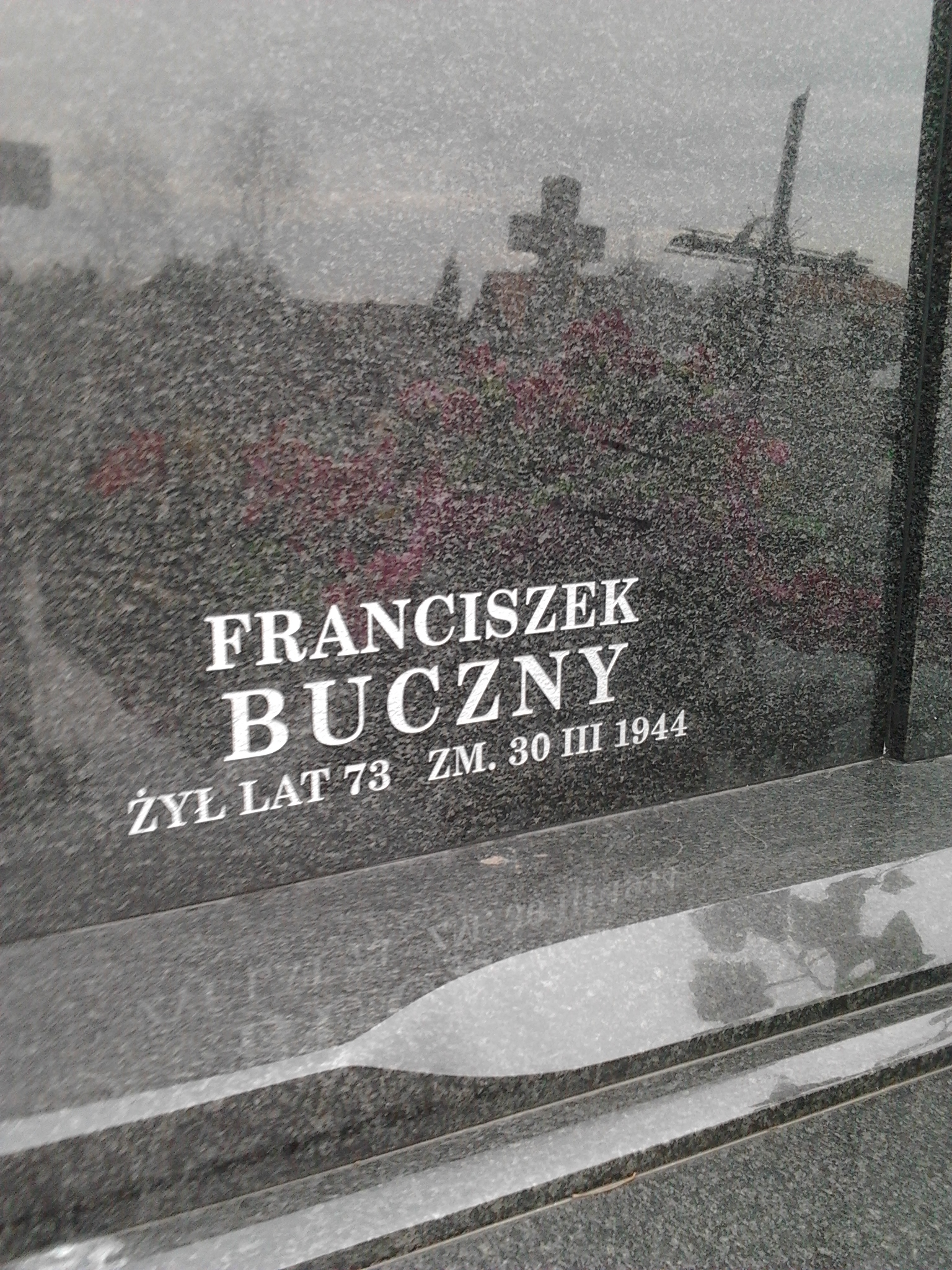
Nagrobek Franciszka Bucznego

Franciszek Buczny (ur. 1871 w Słupnie, zm. 30 marca 1944) – polski polityk, działacz ZLN.

## Życiorys
Urodził się w 1871 roku w Słupnie. Ze Słupna pochodziła rodzina Bucznych, jednakże wkrótce po narodzinach Franciszka przeniosła się do Łajska (obecnie Łajski). Szkołę  początkową ukończył w Wieliszewie. Z powodu zatargu z rosyjskim naczelnikiem powiatu o prawa gminne, zmuszony został emigrować z kraju, od 1908 roku  przebywał kolejno w Bremie, Stanach Zjednoczonych (3 lata) i Rotterdamie. Do kraju wrócił gdy I wojna światowa miała się ku końcowi. Gospodarował 3 hektarowym gospodarstwem w Łajsku koło Jabłonny. Został członkiem tamtejszej Rady Zbożowej, kółka rolniczego, spółki „Łączność”, wiceprezesem szkół początkowych w gminie Jabłonna. Z żoną Teresą (z domu Jankowska) miał pięcioro dzieci. Zmarł w 1944 roku. Został pochowany na cmentarzu parafialnym w Wieliszewie.

## Działalność polityczna
Został posłem na Sejm Ustawodawczy z listy nr 2 ZLN w okręgu nr 17  (Radzymin, Mińsk Mazowiecki, prawobrzeżna część powiatu Warszawa). W sierpniu 1919 roku przeszedł do Klubu Narodowego Zjednoczenia Ludowego. Pod koniec listopada 1920 roku wystąpił z klubu NZL na znak protestu przeciwko stanowisku zajętemu przez władze klubowe w dyskusji nad Senatem, a 1 grudnia 1920 roku zgłosił akces do PSL „Piast”. Był członkiem Komisji Wojskowej. W 1922 roku ubiegał się o mandat poselski z listy Polskiego Centrum.